# Carmo de Minas
Carmo de Minas är en kommun i Brasilien.   Den ligger i delstaten Minas Gerais, i den sydöstra delen av landet, 800 km söder om huvudstaden Brasília. Antalet invånare är 13 752.
Omgivningarna runt Carmo de Minas är huvudsakligen savann. Runt Carmo de Minas är det ganska tätbefolkat, med 214 invånare per kvadratkilometer.